# فرودگاه صحرایی دیدسبوری/مینتی
فرودگاه صحرایی دیدسبوری/مینتی (به انگلیسی: Didsbury/Minty Field Aerodrome) یک فرودگاه خصوصی است که یک باند فرود چمن دارد و طول باند آن ۷۴۷ متر است. این فرودگاه در کشور کانادا قرار دارد و در ارتفاع ۱۰۶۲ متری از سطح دریا واقع شده‌است.